# 79.ª Brigada Destacada de Asalto
79a Brigada Destacada de Asalto — esta es una brigada militar ucraniana. Situado en la ciudad de Mikolaiv.

## Historia
Después de la desintegración de la Unión Soviética en 1992, la 40-a Brigada Destacada de Asalto paso a depender de Ucrania, y entró a la composición de Las Fuerzas Armadas de Ucrania con el nombre la 40.ª Brigada Aeromóvil Independiente. La brigada fue reasignada al comandante del Distrito Militar de Odessa. En ese momento, la brigada estaba compuesta organizativamente por 2 batallones pesados y 1 ligero aerotransportados y unidades de apoyo.
En 1999 se transformó en el 79.º Regimiento Aeromóvil Independiente.
Los paracaidistas del 79.º Regimiento Aeromóvil Independiente participaron en los numerosas operaciones de mantamiento de la paz en Sierra Leona, Irak, Liberia y los países de la antigua Yugoslavia (Serbia, Kosovo, Macedonia, Montenegro).
El 1 de julio de 2007 se creó una 79.ª Brigada Aeromóvil Independiente experimental, combinando el 79.º Regimiento Aeromóvil con el 11.º Regimiento de Aviación del Ejército.
La 79.ª Brigada Aeromóvil Independiente participio en numerosos estudios internacionales, donde se probó a sí misma desde punto de vista positiva.  

### La invasión rusa de Ucrania y la anexión de Crimea
Tras el inicio de la intervención rusa en Crimea, parte del 1.er Batallón de la brigada fue puesto en alerta el 2 de marzo de 2014. Fue formada  una unidad de los contratistas, fue dirigido a la región de Jerson,a la frontera con Chaplinka.También había un plan para transferir estas unidades a la teritoria de Crimea y dejaría en los varios asentamientos en el norte. Uno de los oficiales de la brigada, el comandante Dmytro Marchenko, viajó a Armyansk en un vehículo civil para evaluar la situación. Los servicios de inteligencia mostraron que las tropas de invasión rusas ya controlaban la carretera principal de la ciudad. El plan se canceló y la unidad permaneció en el istmo. A finales de marzo se formó el 2.º Batallón con los hombres movilizados.

### La guerra en el este de Ucrania
El 18 de Abril, los batallones 1 y 2 estaban completamente listos para el combate y estaban en la región de Jersón, el 18 de mayo fueron a la región de Zaporizhia y en junio a Donetsk. Otro batallón de la brigada, el 88 Independiente, estaba en la región de Odessa y contaba con personal, no participó en las hostilidades debido a la falta de equipo y militares.
Del 3 al 5 de junio de 2014, los combatientes del primer batallón de la brigada participaron en la liberación de Krasny Liman. En la batalla murió el soldado Vlasenko Yuriy Oleksandrovych. El primer batallón estaba en este barrio hasta liberación total de Sloviansk, hasta el 5 de julio.
Al mismo tiempo, la compañía de reconocimiento y el 2.º Batallón, que ya habían sido reclutados, fueron enviados al sur, cerca de Volnovakha, para reemplazar a la 51.ª .Brigada Mecanizada Independiente, que fue retirada de la zona de combate después de la batalla cerca de Volnovaja.
Posteriormente, se formaron grupos tácticos de la compañía 2 a partir de los militares de la Brigada del 2. Batallón, que participaron en la cobertura de la frontera con la Federación Rusa.
El 12 de junio en 2014 los soldados  de la compañía de reconocimiento y 2. ° Batallón  con la ayuda  de 1a Batería de obús, las brigadas participaron en la lucha por Savur-Mogila. En la lucha se mueron dos militares de la brigada Tatarynov Sergiy y Sherstnev Sergiy.
Otra unidad del 2.° Batallón bajo el mando del mayor Sergii Krivonosov este mismo día junto con otras unidades de la 72.ª Brigada Mecanizada Independiente cruzó el río Mius cerca de Marinovka y allí se estableció un cruce fluvial.Después la unidad avanzó al pueblo de Kojevnia y continuó el movimiento a un barrio del pueblo de Diakove. Para la provisión del control de la unidad sobre el cruce para que el agrupamiento de las tropas ucranianas pudiera continuar realizar tareas para tomar  el control de la frontera con Rusia,una altura 185, que dominaba en pueblo Dibrivka, se establecieron bases. La 2.ª Compañía del 2.º Batallón de la brigada ocupó la colina adyacente, que más tarde pasó a llamarse Bravo (por el indicativo de Semyon Kolejnik, que dirigía las fuerzas que mantenían esa altura), y la tercera altura cerca de Dyakov se convirtió en el puesto de mando de la brigada, con una compañía y unidades de apoyo.
Después de la liberación de Sloviansk el 5 de julio, el 1.er Batallón de la Brigada se unió a los combatientes del 2.º Batallón Grupo Táctico de la Brigada.
En la noche del 11 de julio de 2014, un grupo táctico de batallón de 24 OMBR, 72 OMBR y 79 OAEMBR durante el avance hacia la frontera desde la región de Rostov para reforzarse en esta área del Grupo de Ejércitos del Sur fue atacado desde un BM-21 "Grad" cerca de Zelenopilia, 17 km al sureste de Rovenky, región de Lugansk. El bombardeo fue realizado por las Fuerzas Armadas rusas desde su territorio y un grupo de los militantes del distrito de Rovenkiv.  Los 9 militares de la brigade se mueron durante el ataque.
El 16 de Julio, las tropas ucranianas perdieron el control de la aldea de Marynivka, un grupo móvil de la 4.ª Compañía de la 79.ª Brigada, que ayudaba a evacuar a los miembros de la Guardía Nacional de un asentamiento perdido. Las unidades ucranianas en la frontera entre Ucrania y Rusia fueron rodeadas.
El 21 de Julio, el voluntario Yuri Biryukov ayudó a retirar entre los 75 y 80 soldados gravementes heridos de un círculo terrorista en el óblast de Lugansk.
El 23 de Julio, los medios informaron que 79 UAEBR estaban ubicados en el distrito de Dyakovo.
El 24 de Julio, Vladislav Seleznyov, portavoz del cuartel general de la operación antiterrorista, dijo que la situación con la Brigada Aeromóvil 79.ª, que era rodeada y disparada diariamente, era difícil pero no crítica.
El 26 de Julio, familiares de los militares de la brigada bloquearon el Puente Bárbaro en Mykolayiv durante más de 8 horas, desde las 6:45. hasta las 6:00 , que fue en la E58 Viena-Budapest-Odesa-Melitopol-Rostov-on-Don carretera internacional. Exigieron asistencia de las unidades de brigada estacionadas en la frontera rusa.
El 30 de Julio, después de tomar el control del alto Savur-Mohyla en la región de Donetsk, las fuerzas ucranianas lograron desbloquear las Brigadas Mecanizadas 72 y Aeromóviles 79,que habían estado rodeadas durante mucho tiempo por la frontera rusa y los grupos militantes.
El 2 de Agosto, los voluntarios de la Asociación del Proyecto del Pueblo de Ucrania donaron generadores eléctricos, alimentos y medicinas a la brigada 
El 4 de Agosto, a una altitud de 185, fue asesinado el comandante del grupo táctico de la compañía que lo defendía, Serhiy Krivonosov.

#### Salir del entorno de edición
El 7 de agosto de 2014, los paracaidistas de la brigada aeromóvil rompieron el cerco. Así lo afirmó el fundador de la Fundación Phoenix Wings, Yuri Biryukov.
El agosto de 2014, se estableció el 3.er Batallón de Voluntarios de Phoenix en 79 UAE.
El 2 de Septiembre, un grupo de los  voluntarios compró y convirtió 7 vehículos para 79 UAEBR: seis SUV para evacuar a los heridos del campo de batalla y una ambulancia equipada con todo lo necesario. Los coches fueron comprados en Europa a expensas de los ciudadanos 
El 27 de Septiembre, Yuriy Biryukov, coordinador del proyecto de voluntariado Phoenix Wings, dijo que se entregó un conjunto de comunicaciones codificadas digitales a 79 UAEMB El costo total del equipo transferido fue de 2,35 millones de hryvnias.

#### Las luchas por el aeropuerto de Donetsk
Desde finales de septiembre, la brigada había estado participando en la defensa del aeropuerto de Donetsk.
El 28 de septiembre de 2014, mientras se acercaban a las posiciones de combate en laterminal del aeropuerto, los militantes destruyeron 2 vehículos blindados de transporte de personal con paracaidistas y 7 combatientes de la brigada fueron asesinados.
El 10 de Octubre, la Asociación de Voluntarios del Proyecto Popular de Ucrania donó alimentos, ropa, medicinas y Celox A a la Brigada 79 ª de la Retaguardia Popular.
El diciembre de 2014, dos batallones de la 81.ª Brigada Aeromóvil reemplazaron a las unidades de la 79.ª Brigada que defendían el Aeropuerto de Donetsk.
La brigada también participó en un intento de recuperar las ruinas del Aeropuerto de Donetsk, que tuvo lugar a fines del 15 de enero, pero no trajo más que pérdidas. En medio de los combates, los combatientes de la unidad ocuparon la estación de radar y el pueblo de Vodiane.

#### Enfrentamientos por Debaltseve
La Unidad 79 bajó  en el mando de Myrhorod Maxim también participó en las batallas por Debaltseve, donde junto con el 30 Mecanizado, los petroleros del 92 Mecanizado, la 1.ª Brigada Panzer y el Batallón Donbas intentaron asaltar el pueblo de Logvinovo, que ya había sido capturado. por las tropas rusas. Pero los rusos enviaron muchas fuerzas aquí y su artillería disparó bien. Las fuerzas para un ataque efectivo eran claramente insuficientes. Aunque la operación para desbloquear la carretera a Artemivsk no dio el resultado deseado, a las fuerzas de la ATO les ahorró tiempo para salir de Debaltseve.
En 2016, la brigada aeromóvil se complementó con una compañía de tanques, después de lo cual la brigada se reorganizó y recibió el nombre de 79a Brigada de Asalto Independiente.

#### Invasión rusa de Ucrania de 2022
La brigada participó en la batalla de Mykolaiv, la batalla de Lyman, la batalla de Sviatohirsk.
El 18 de marzo de 2022, la base de la brigada en Mykolaiv fue alcanzada por misiles de crucero rusos. Docenas de militares ucranianos murieron en el bombardeo.

## La estructura

### 1992
- A partir de 1992, la brigada estaba formada por:
- batallón aerotransportado pesado
- batallón aerotransportado pesado
- batallón ligero aerotransportado
- unidades de suministro

### 2016
- 1 bat 79 OAeMBr.png 1 batallón de asalto aerotransportado (APC);
- 2 bat 79 OAeMBr.png 2 batallón de asalto aerotransportado (APC);
- 3 bat 79 OAeMBr.png 3 batallón de asalto de desembarco "Phoenix" (transporte blindado de personal, D-30);
- Rppo 79 OAeMBr.png compañía de defensa aérea
- grupo de artillería de brigada
- División de artillería autopropulsada (2C1 "Clavel");
- División de artillería de obuses (D-30);
- División de artillería a reacción (BM-21 "Hail");
- Compañía de reconocimiento
- compañía de tanques
- compañía de ingeniería y zapadores
- compañía protección RHB
- nodo de comunicación de campo
- compañía de apoyo material
- compañía de aterrizaje
- compañía de reparación

## Los comandantes
- (1992-1993) Teniente Coronel Atroshchenko OV
- (1993-1996) Coronel Zelenyak PA
- (1996—1998) Coronel Kuliev Sh. M.
- (1998-1999) Coronel Bajtín AM
- (1999-2002) Coronel Pasyura VG
- (2002-2005) Coronel Maslennikov KE
- (2005—2007) Coronel Khoruzhiy VS
- (2007-2011) Coronel Maslennikov KE
- (2011—2012) Coronel Klyat Yu.O.
- (2012-2016) Coronel Shandar Oleksiy Mykhailovych
- (2016—2019) Coronel Kurach Valery Adamovich
- (2019—) Coronel Lutsenko Alexander Dmitrovich